# Upucerthie des rochers
Ochetorhynchus andaecola
Espèce
Synonymes
- Upucerthia andaecola d'Orbigny & Lafresnaye, 1838

Statut de conservation UICN

 LC  : Préoccupation mineure
L’Upucerthie des rochers (Ochetorhynchus andaecola) est une espèce de passereaux d'Amérique du Sud appartenant à la famille des Furnariidae.

## Répartition
On la trouve en Argentine, en Bolivie et au Chili.

Distribution de l'Upucerthie des rochers en Amérique du Sud.

## Habitat
Elle habite les prairies et les zones de broussailles subtropicales et tropicales de haute-montagne.